# 小行星3209
小行星3209（3209 Buchwald）是一颗绕太阳运转的小行星，为主小行星带小行星。该小行星于1982年1月24日发现。
該小行星以瓦格恩·法布里提斯·布赫瓦爾德（Vagn Fabritius Buchwald）命名。

## 轨道参数
小行星3209的轨道半长轴为2.1926105 UA，离心率为0.053。